# 六重溪
六重溪，又名九重溪，位於臺灣臺南市北部偏東，是急水溪的主要支流之一，流域範圍在白河區與東山區交界地帶。該溪發源於關子嶺附近的檳榔山，流至青葉橋與白水溪滙集，始稱急水溪，幹流全長約21公里，流域面積約32.92平方公里。該溪自䓶桐崎至河口處，為白河區與東山區的界河。

## 水系主要河川
以下由河口至上游列出水系主要河川，幹流河道以粗體字表示：
- 六重溪：臺南市東山區、白河區
  - 坑內溪：白河區
  - 石雅溪：白河區
  - 尖仔坑溪：白河區

## 主要橋梁
以下由河口至源頭列出主要橋梁：
六重溪河段
- 青葉橋（市道165號）
- 行祥橋
- 無名橋（國道3號）
- 行親橋（區道南97-1線）
- 嘉宏橋
- 善典橋
- 三龍橋
- 六溪第一號橋（區道南97線）
- 檳榔腳三號橋
- 檳榔腳橋

尖仔坑溪河段
- 六溪第四號橋（區道南97線）
- 無名稱（市道175號）
- 子湖橋